# Leptotila battyi
La  paloma montaraz de Coiba, paloma de Coiba o paloma montaraz de lomo pardo (Leptotila battyi)  es una especie de ave columbiforme perteneciente a la familia Columbidae.

## Distribución y hábitat
Es endémica de Panamá. Su hábitat natural son los bosques húmedos y pantanosos de las tierras bajas subtropicales o tropicales. Está considerada en peligro de extinción por la pérdida de hábitat.